# Sur la route de papa
Pour plus de détails, voir Fiche technique et Distribution.
Sur la route de papa est une comédie française réalisée par Nabil Aitakkaouali et Olivier Dacourt et sortie en 2025,.

## Synopsis
Kamel, architecte, doit bientôt partir pour Los Angeles afin de soumettre son projet à un commanditaire qatari. Il compte en profiter pour passer des vacances en famille et se rabibocher avec son épouse Sophie. Sa mère, Mima, vient bouleverser ses plans en décidant de rentrer au Maroc avec la voiture de son père. Kamel est obligé de prendre le volant pour un périple à travers l'Espagne, à cinq dans la voiture... sans compter les cousins de Belgique qui suivent dans un autre véhicule. L'équipée ne sera pas de tout repos.

## Fiche technique
Sauf indication contraire, les informations mentionnées dans cette section peuvent être confirmées par les bases de données cinématographiques IMDb et Allociné,  présentes dans la section « Liens externes ».
- Titre original : Sur la route de papa
- Réalisation : Nabil Aitakkaouali et Olivier Dacourt
- Scénario : Nabil Aitakkaouali et Hakim Zouhani
- Musique : Cedryck Santens, Astrid Gomez-Montoya et Rebecca Delannet
- Décors : Rabeir Ourak
- Costumes : Hyat Luszpinski
- Photographie :
- Son : Pierre Tucat, Emmanuel Augeard et Éric Tisserand
- Montage : Guerric Catala
- Production : Olivier Dacourt
  - Production associée : Nabil Aitakkaouali
- Société de production : Gad Production, UGC et Studio Exception
- Société de distribution : UGC
- Budget : 5,3 millions d'euros
- Pays de production :  France
- Langue originale : français
- Format : Comédie
- Durée : 91 minutes
- Dates de sortie :
  - France : 18 juin 2025

## Distribution
- Redouane Bougheraba : Kamel
- Caroline Anglade : Sophie
- Farida Ouchani : Mima
- Jean-Stan Du Pac : Gauthier
- Mourade Zeguendi : Farid
- Oussem Kadri : Sofiane
- Lisa Montiège : Gwenaëlle
- Laura Petrone : Fiorella
- Bouraouïa Marzouk : Aïcha
- Robert Pirès : lui-même[3]

## Production
Le tournage se déroule en France, en Espagne et au Maroc, les pays correspondant à la route effectuée par les personnages.